# Herpy-l’Arlésienne
Herpy-l’Arlésienne település Franciaországban, Ardennes megyében. Lakosainak száma 213 fő (2022. január 1.). Herpy-l’Arlésienne Blanzy-la-Salonnaise, Château-Porcien, Condé-lès-Herpy, Gomont és Saint-Germainmont községekkel határos.

## Népesség
A település népességének változása:
| Lakosok száma | 181  | 161  | 158  | 177  | 201  | 195  | 199  | 205  | 207  | 213  |
|               | 1968 | 1982 | 1990 | 2006 | 2013 | 2015 | 2017 | 2019 | 2020 | 2022 |